# 中阿曼西縣
中阿曼西縣（英語：Amansie Central District）為迦納阿散蒂大區轄下的一縣。其區域面積1,002.6平方公里，2021年人口93,052人，首府為賈克布（Jacobu）。該縣原屬東阿曼西縣之一部分，於2003年分出新設。

## 外部連結
- . Statoids.
- GhanaDistricts.com
- 19 New Districts Created（页面存档备份，存于）, GhanaWeb, November 20, 2003.